# Viático
Viático é, na Igreja Católica, a comunhão eucarística dada àqueles que estão prestes a morrer.

## Significado e origem
A palavra viático vem do latim viaticum (de via, caminho), com o significado de provisão para o caminho. Este caminho é, para a Igreja, não só o caminho da terra, a vida corporal, mas também o caminho do céu, ou seja, a entrada, após a morte, na vida eterna. Para a Igreja, a Eucaristia, que é o mais importante dos sacramentos, sendo o mais excelente alimento espiritual da terra, é também a ajuda mais preciosa para o moribundo, quando está prestes a iniciar a "derradeira viagem". Segundo a fé católica, esta comunhão reveste um significado especial, porque "é semente de vida eterna e força de ressurreição", assim como "sacramento da passagem da morte para a vida, deste mundo para o Pai".
A prática de levar a Eucaristia aos que se encontram prestes a morrer é um costume cristão atestado desde a antiguidade. Foi, aliás, a necessidade de conservar o pão consagrado fora da missa para estes casos que deu origem à Reserva eucarística, prática que se mantém ainda hoje pelo uso dos sacrários.

## Sacramento da morte cristã
O viático é, assim, o último sacramento do cristão, o verdadeiro sacramento da morte cristã. Na verdade, enquanto a Unção dos enfermos é dada a qualquer pessoa gravemente doente, ou em perigo de vida, mas que pode não estar propriamente à beira da morte, o viático é dado a quem efectivamente está prestes a morrer.
A Eucaristia como viático, com a Penitência e a Unção dos enfermos, "constituem, quando a vida do cristão chega ao seu termo, «os sacramentos que preparam a entrada na Pátria» ou os sacramentos com que termina a peregrinação".

## Modo de receber o viático
A Eucaristia como viático é dada ao moribundo geralmente sob a forma do pão. No entanto, nos casos em que o moribundo não pode comungar desse modo, por dificuldades de deglutição, é permitido dar-lhe a comunhão somente com o vinho, que para esse efeito é conservado depois da missa (o que constitui excepção à regra habitual). Esta prática, aprovada pela Igreja, observa-se sempre que for necessário dar a comunhão a algum doente que não possa tomar o pão consagrado.
Ao contrário da Unção dos enfermos, cuja administração está reservada, na Igreja Católica, aos presbíteros ou bispos, o viático pode também ser dado por um diácono e, em caso de necessidade, por um ministro extraordinário da comunhão.